# Glanz-Reinette

Glansrenett (litografi efter målning av Henriette Sjöberg)

Glanz-Reinette är en äppelsort, vars svenska namn är Glansrenett. Äpplet är litet, typisk storlek bredd 58 mm, höjd 50–53mm, Kärnhus bredd 36 mm, höjd 30 mm. Kärnrum bredd 11 mm, höjd 17 mm. Stjälk tunn till medeltjock, 14 mm lång. Rost i stjälkhålan. Spetsiga bruna kärnor. Skalet glänsande gult, ofta något rött på solsidan. Fruktkött vitt till gulvitt, fast, saftigt, kryddat. Pomologen Olof Eneroth ansåg att Glansrenett och Ökna Lökäpple var samma sort. Senare pomologer ifrågasätter detta.